# Arnaud Cathrine
Arnaud Cathrine (1973 en Cosne sur Loire ) es un escritor francés.

## Obra
- 1998 : les yeux secs (los ojos secos) , Verticales
- 1999 : L'invention du père, Verticales
- 2001 : La route de Midland, Verticales
- 2002 : Les vies de Luka, Verticales
- 2004 : Exercices de deuil, Verticales
- 2005 : Sweet home, Verticales
- 2007 : La disparition de Richard Taylor, Verticales ISBN 2070781291
- 2007 : Les histoires de frères, Ediciones de Chemin de fer ISBN 2916130012
- 2008 : frère animal (hermano animal) ISBN 9782070120390
- 2010 : Le journal intime de Benjamin Lorca (el diario de Benjamin Lorca]] ISBN 9782070128242

### Literatura juvenil
- 2000 : Mon démon s'appelle Martin, L'Ecole des Loisirs - Colección Médium
- 2001 : Je suis un garçon, L'Ecole des Loisirs - Colección Neuf
- 2001 : Vendredi 13 chez tante Jeanne, L'Ecole des Loisirs - Colección Médium
- 2002 : Les choses impossibles, L'Ecole des Loisirs - Colección Médium
- 2004 : Faits d'hiver, L'Ecole des Loisirs - Colección Médium
- 2006 : Pas de printemps pour Charlie, nouvelle in recueil La cinquième saison, L'Ecole des Loisirs - Colección Médium
- 2006 : Je suis la honte de la famille, L'Ecole des Loisirs - Colección Neuf
- 2006 : Nous ne grandirons pas ensemble, L'Ecole des Loisirs - Colección Neuf
- 2006 : La vie peut-être, L'Ecole des Loisirs - Colección Médium
- 2007 : Edvard Munch - L'enfant terrible de la peinture, L'Ecole des Loisirs - Colección Belles vies
- 2008 : Moi je, L'Ecole des Loisirs - Colección Medium

## Filmografía
- 2001: Notre besoin de consolation, cortometraje de Jean-François Fontanel. Guion, adaptación y diólogos de Jean-François Fontanel & Arnaud Cathrine
- 2005: Le Passager, largometraje de Eric Caravaca. Guion, adaptación y diálogos de Eric Caravaca & Arnaud Cathrine, de la novela La route de Midland de Arnaud Cathrine
- 2006: La faute à Fidel, largometraje de Julie Gavras. Guion, adaptación y diálogos de Julie Gavras, ccolaborando Arnaud Cathrine, de una novela de Domitilla Calamai
- 2007: Rio Baril, clip del sencillo de Florent Marchet realizado por Charles Fréger. Guion de Charles Fréger, Florent Marchet y Arnaud Cathrine

### Canciones
- 2006 : texto de la canción En ville por Joseph d'Anvers
- 2007 : texto de las canciones Les bonnes écoles, Les cachets, On a rien vu venir y Les visites sobre el álbum Rio Baril de Florent Marchet